# Francesco Guardi
Pour les articles homonymes, voir Guardi.
Francesco Guardi, né le 5 octobre 1712 à Venise où il meurt le 1er janvier 1793, est un peintre vénitien du XVIIIe siècle.
Il est considéré, avec Canaletto et Bellotto, comme l'un des représentants les plus significatifs du védutisme italien (ou peinture de paysages urbains).

## Biographie

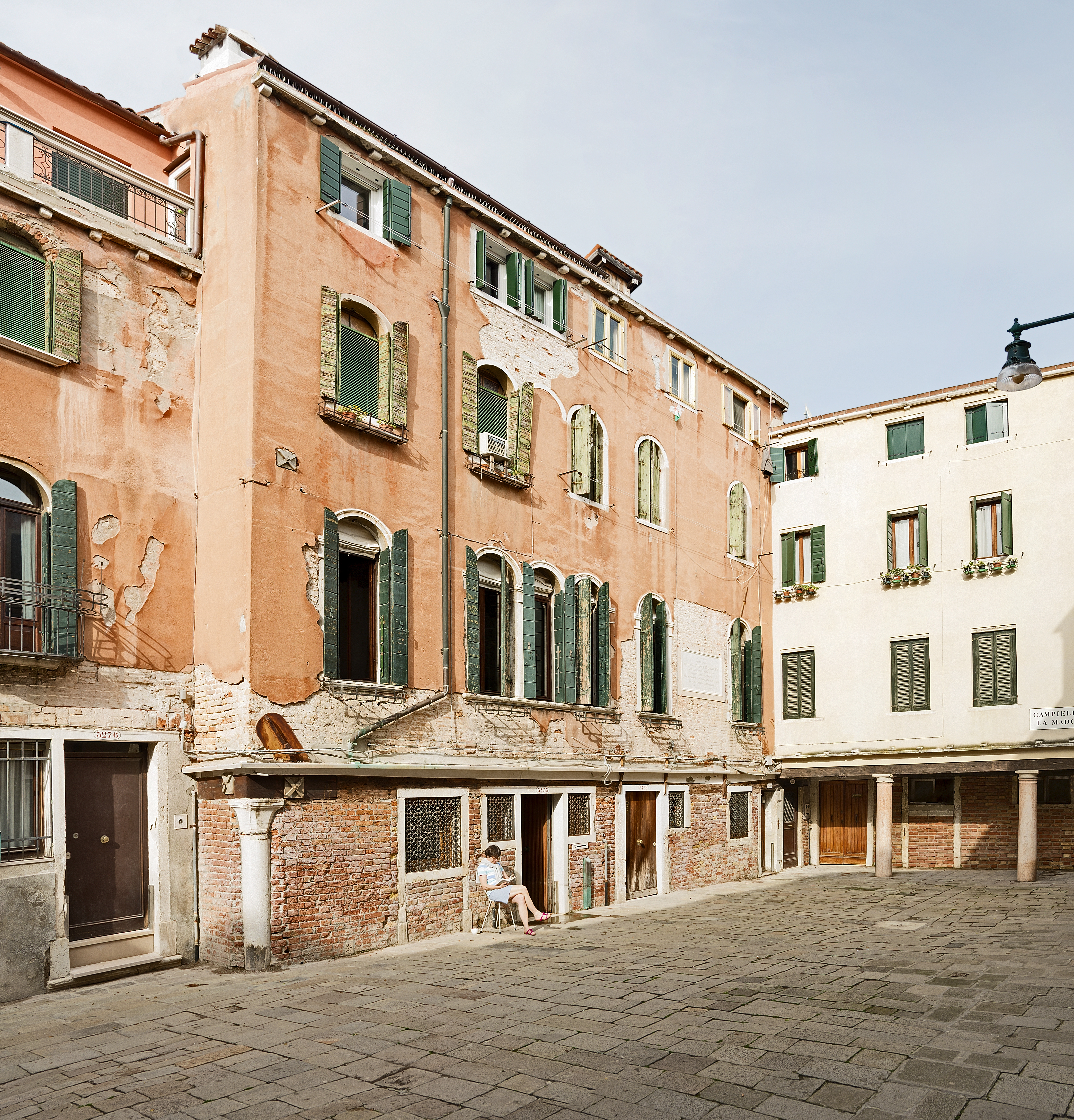
Maison de Francesco Guardi, Campiello de la Madonna, Cannaregio - Venise.

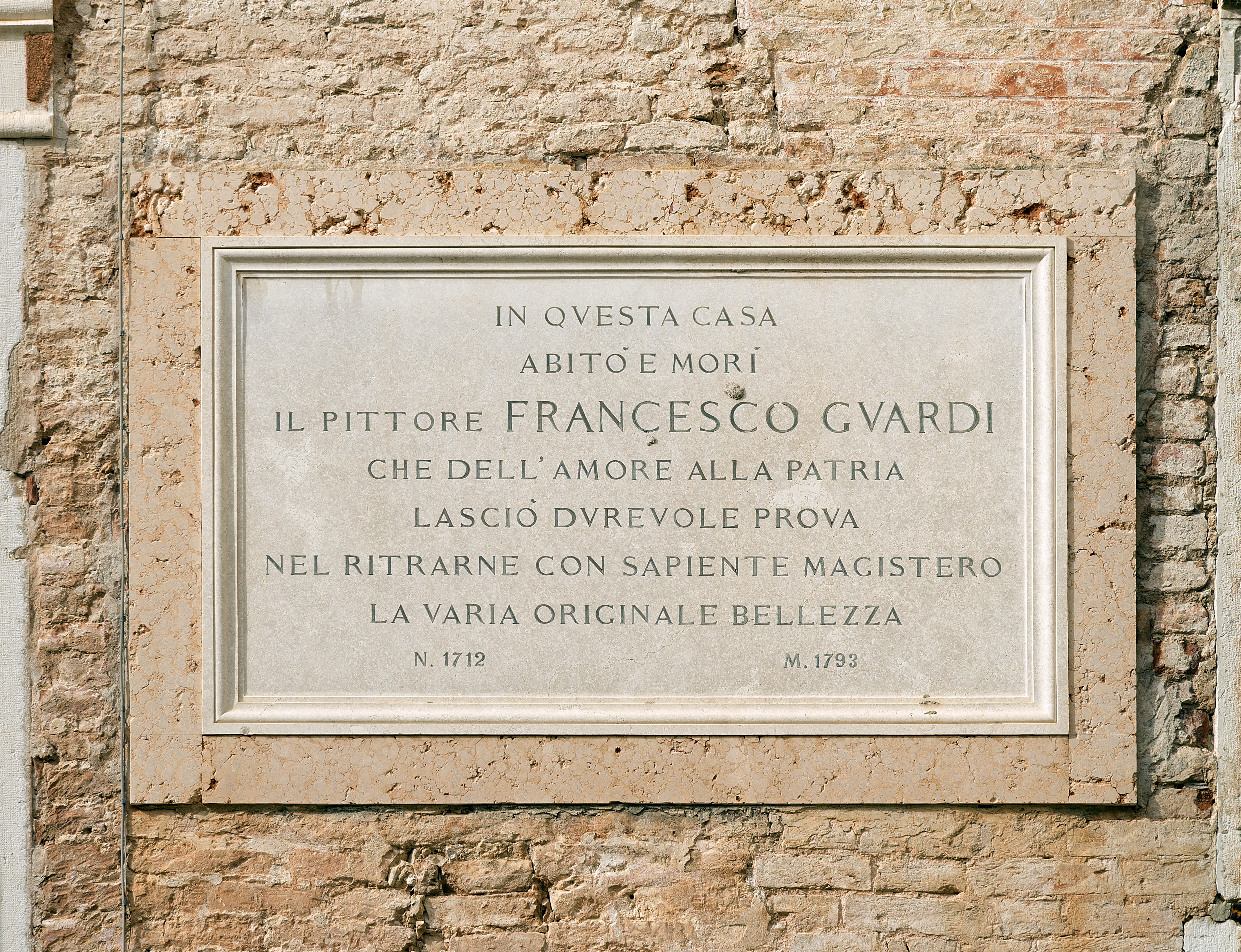
Plaque commémorative sur la façade.

Francesco Lazzaro Guardi est né et baptisé le 5 octobre 1712, c'est le fils du peintre Domenico (1678-1716) et de Maria Claudia Pichler, d'origine viennoise. Ses deux parents appartiennent à la noblesse. Son père meurt le 16 octobre 1716 laissant sa femme et ses enfants Gianantonio (1699-1760), Maria Cecilia, Francesco et Nicolò. Sa sœur Maria Cecilia s'est mariée avec le peintre Giovanni Battista Tiepolo. Ses deux frères seront peintres comme lui, au point qu'il est quelquefois difficile aujourd'hui d'attribuer à chacun ce qui lui revient.
Sa première éducation artistique vient de son frère Gianantonio, qui était également le directeur de l'atelier familial. Parallèlement, Alessandro Magnasco et Marco Ricci ont exercé une influence durable sur l'artiste.

### Avec son frère Gianantonio
Ses premières compositions figuratives sont souvent difficiles à distinguer du style de son frère. Le premier document sur l'activité de peintre de Francesco Guardi date du 15 décembre 1731, quand le comte vénitien Giovanni Benedetto Giovannelli cite dans son testament des tableaux réalisés par les frères Guardi.
En 1735, Francesco Guardi commence à travailler dans l'atelier du peintre Michele Marieschi, où il est resté jusqu'à   la mort de ce dernier,en 1743. Il travaille en même temps en collaboration avec son frère Gianantonio Guardi. Il semble que Francesco ait rapidement apporté des contributions indépendantes, principalement en tant que peintre de figures, aux grands projets de l'atelier. Le 13 octobre 1738 date le premier document citant Francesco Guardi avec son frère pour une commande faite par don Pietro Antonio Guardi pour la réalisation des peintures de trois lunettes de l'église de Vigo d'Anaunia, en 1738, représentant un Miracle de l'Hostie et un Saint François qui est attribué à Francesco.
Il accepta également les commissions indépendantes, comme l'indiquent clairement deux lettres de 1750 dans lesquelles il tenta de récupérer le paiement de croquis pour des compositions de personnages non exécutées.
Le 16 mai 1756, il signe un contrat de mariage avec Marianna Dimurat mais il se marie le 15 février 1757 avec Maria Mathea Pagani (1726-1769), fille du peintre Matteo Pagani.
En 1758, Guardi signe sa première vue de Venise qui est considérée comme influencée par Canaletto.
Avant la mort de son frère, le 22 janvier 1760, les spécialistes discutent de l'attribution des peintures entre les deux frères comme pour l'Histoire de Tobie pour l'église dell'Angelo Raffaele de Venise (1749-1752) ou le Miracle d'un saint dominicain du musée d'histoire de l'art de Vienne.

### Direction de l'atelier
Après la mort d’Antonio en 1761, Francesco continua de travailler occasionnellement en tant que peintre de figures. Il prend la tête de l'atelier et son style s'affirme dans les vedute et les caprices. Il s'inscrit dans la Confrérie des peintres vénitiens.
Son premier fils, Vincenzo, naît le 25 août 1760. Son deuxième fils, Giacomo Guardi (1764-1835) continua moins habilement à la manière de son père. Le 14 janvier 1769 naît son troisième fils, Giovanni Battista, qui meurt trois jours plus tard et le 27 janvier sa femme Maria Mathea décède des suites de l'accouchement.
Il meurt à Venise en janvier 1793.

## Son œuvre

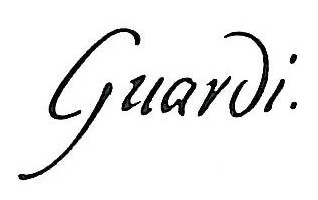
Signature de Francesco Guardi.

Jusqu'à l'âge de cinquante ans, il n'exerce qu'un rôle subalterne dans l'atelier de son frère Gianantonio, peintre de tableaux religieux. Après le décès de ce dernier, il s'oriente alors vers la veduta.
Avec Canaletto, c'est le peintre par excellence des vedute, ces « vues » à la fois pittoresques et minutieuses de Venise, un genre pictural qui s'épanouit pleinement au XVIIIe siècle. Mais il développa rapidement son propre style, basé sur une manipulation plus libre de la peinture. Il a pris un plaisir particulier à rendre l'atmosphère vibrante de la lumière vénitienne et son effet éblouissant sur l'eau. L’approche plus «impressionniste» de Guardi a également trouvé son expression dans des scènes imaginaires ou « capricci » à petite échelle.
La pénurie de vues bien datables empêche la mise en place d'une chronologie satisfaisante. Le problème se complique encore du fait des nombreuses répétitions de ses compositions. Comme ses premières vues, ces capricci sont dérivés de ceux d’autres artistes, en l’occurrence Marco Ricci (1676-1729) et Luca Carlevarijs, et en adoptent souvent des compositions entières ou des éléments spécifiques de ruine et de paysage.
Guardi a également fait la chronique d'événements majeurs en République de Venise, tels que ses peintures de la visite des Condi dei Nord, du Grand-Duc Paul de Russie et de Maria Feodorovna, commandées par la République pour commémorer leurs visites (divisée entre l'Alte Pinakothek, Munich et diverses collections privées). On lui a également commandé l'ensemble des Douze fêtes ducales (1770-1775) peintes en l'honneur du Doge Alvise IV Monicego. Il s'est inspiré pour ces tableaux de gravures de Giambattista Brustolon (1712-1796) réalisées entre 1766 et 1768 d'après des dessins de Canaletto.
En 1782, il fut chargé de peindre les quatre toiles pour la commémoration de la visite de Pie VI à Venise. À la même époque on lui demanda de relater les fêtes en l'honneur des "Comtes du Nord" de passage dans la Sérénissime. Il peignit également de très nombreuses toiles illustrant des régates. Il se spécialisa également dans la peinture de devant d'autels fleuris et de motifs floraux, souvent traités en bordure de ses compositions.
Si les peintures de Francesco Guardi ne sont pas comprises par les Vénitiens, elles rencontrent un grand succès à l'étranger. Ses vedute sont le prétexte à une description insolite des monuments vénitiens qui sont baignés d'une lumière argentée.
Sa vision de Venise a influencé celle des grands peintres qui ont utilisé cette ville comme source d'inspiration (Turner et Monet entre autres).
- Œuvre(s) visible(s) dans l’Église dell'Angelo Raffaele de Venise.
- Il Parlatorio delle monache di San Zaccaria (1745-1750) huile sur toile, 108 × 208 cm, Ca' Rezzonico
- Il Ridotto di palazzo Dandolo a San Moise (1746-1750) huile sur toile, 108 × 208 cm, Ca' Rezzonico
- Vue de la Punta di Dogana, huile sur toile, 1765, Fondation Bemberg Toulouse
- Vue de la place Saint-Marc à Venise, huile sur toile, Aix-en-Provence, musée Granet
- Vue du Prato della Valle à Padoue, v. 1760 / 1770, huile sur toile, 73,5 × 128,5 cm, musée des Beaux-Arts de Dijon, Dijon[8] ;
- San Giorgio Maggiore avec la Giudecca et le Zitelle, vers 1775, huile sur toile, 70 × 93 cm, The Wallace Collection, Londres ;
- La douane et la Giudecca , vers 1775, huile sur toile, 70 × 93 cm, Wallace Collection, Londres ;
- Paysage composé avec des architectures vénitiennes, vers 1770, huile sur toile, 20 × 11,5 cm, musée Nissim-de-Camondo, Paris ;
- La Piazetta, vers 1750, huile sur toile, 26 × 35 cm, musée Nissim de Camondo, Paris ;
- La Place Saint-Marc, vers 1750, huile sur toile, 26 × 35 cm, musée Nissim de Camondo, Paris ;
- La Piazetta, le Palais des Doges, et le quai des esclavons, 68 × 101 cm, musée Nissim de Camondo, Paris ;
- San Giorgio Maggiore, la Douane et la Salute, 68 × 101 cm, musée Nissim de Camondo, Paris ;
- Le Doge sur le Bucentaure, 66 x 101 cm, vers 1770, musée du Louvre, Paris ;
- Santa Maria della Salute au Metropolitan Museum of Art, New York ;
- Régate à Venise, vers 1770, Frick Collection, New York ;
- Vue du canal de Cannaregio, vers 1770, Frick Collection, New York ;
- Rue à Venise, musée des Beaux-Arts de Lyon, inv. no B 517.
- Le Pont du Rialto à Venise, vers 1760, huile sur toile, musée des Augustins de Toulouse[9].

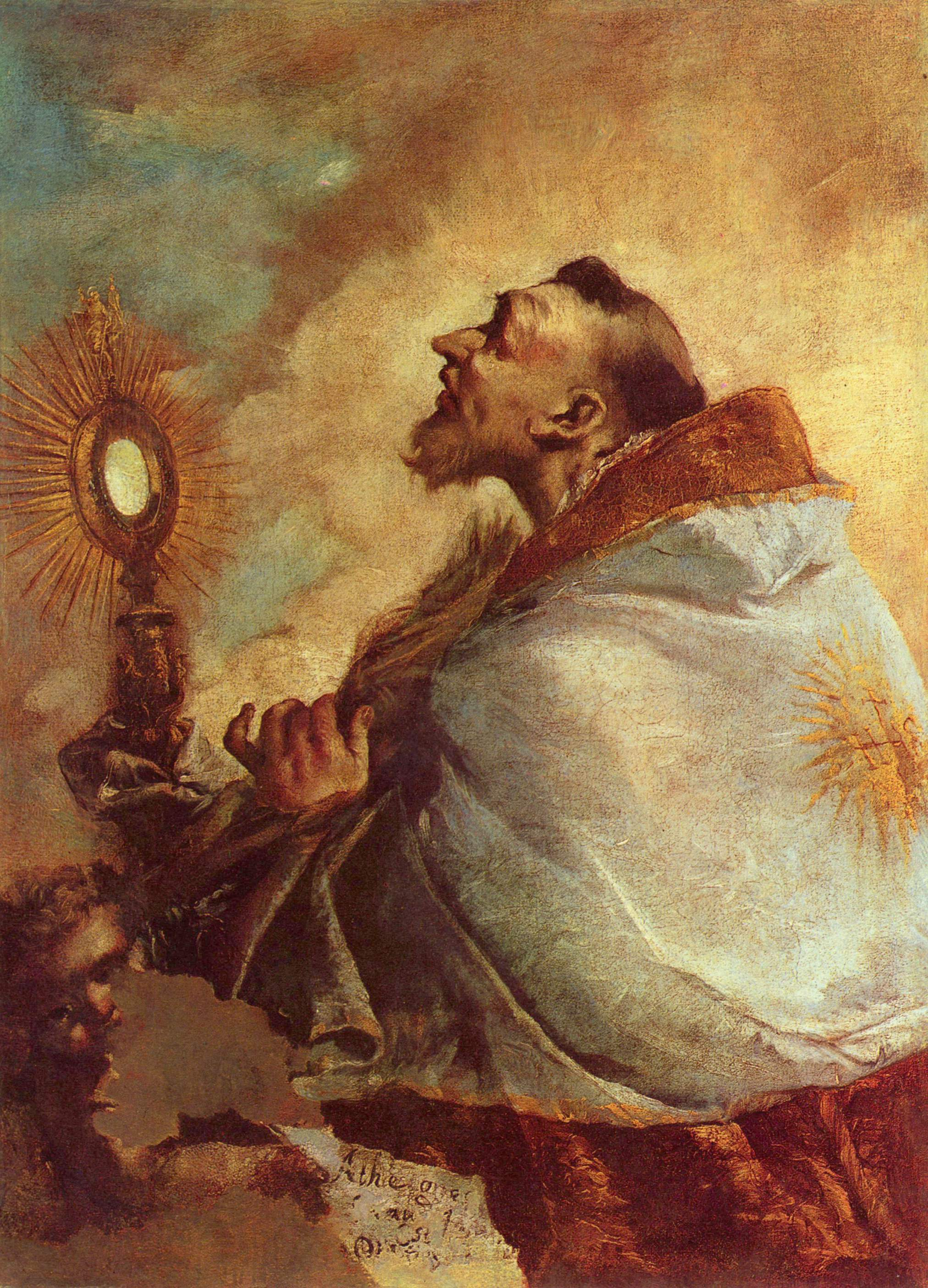
Saint adorant l'Eucharistie (v. 1740), musée provincial (Trente).
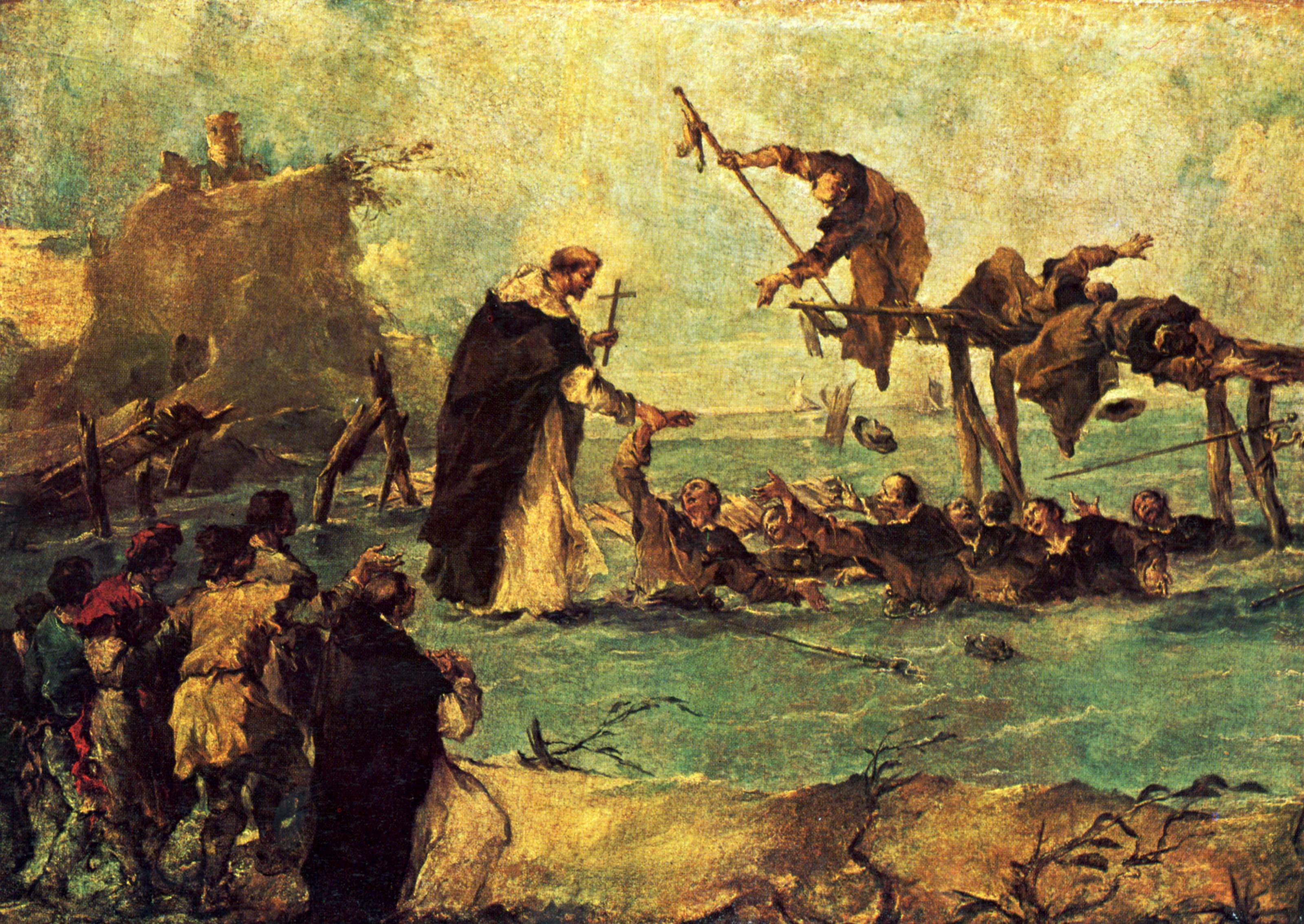
Miracle d'un saint dominicain (1763), musée d'histoire de l'art de Vienne.
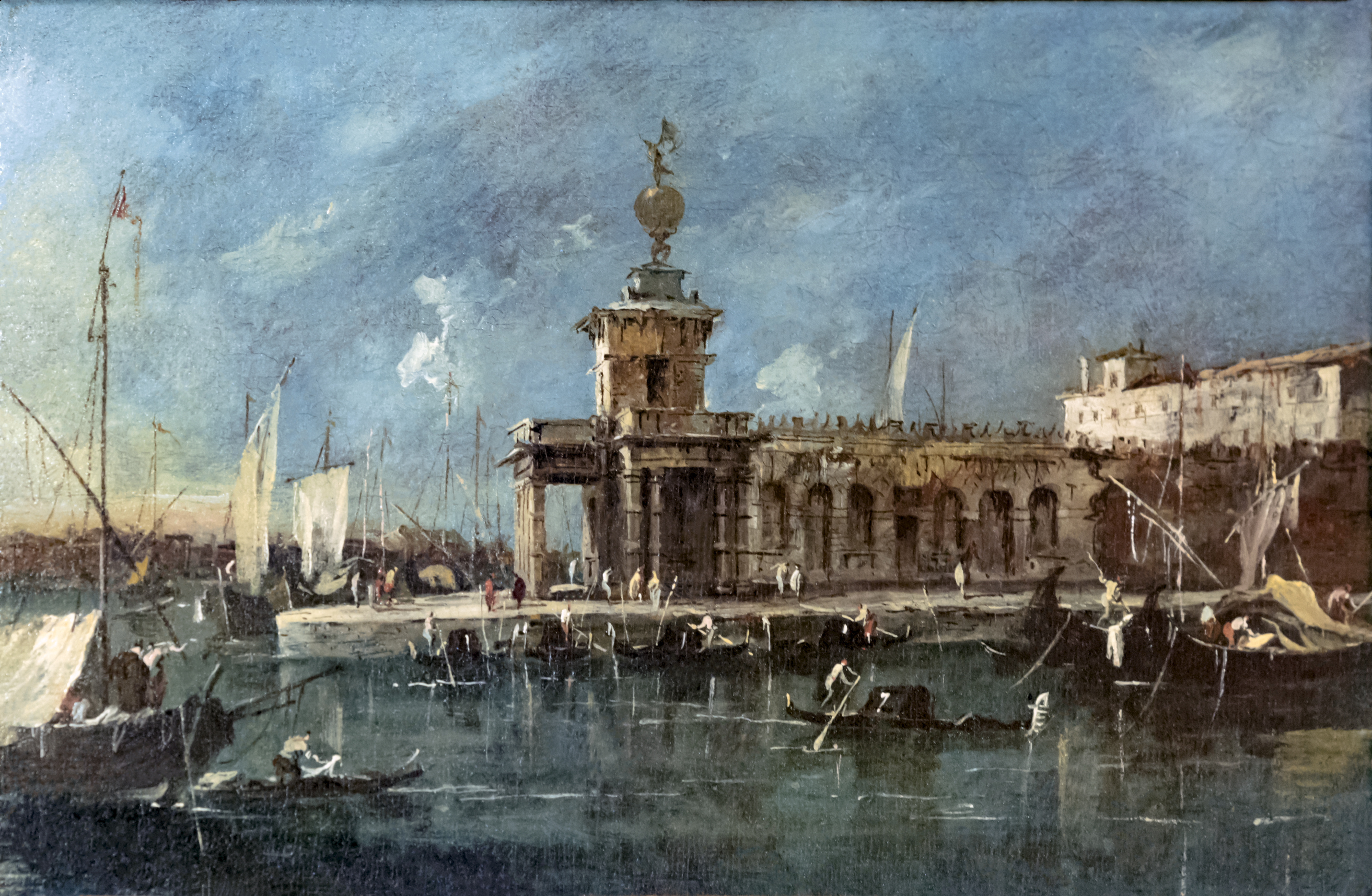
Vue de la Punta di Dogana, Fondation Bemberg, Toulouse.
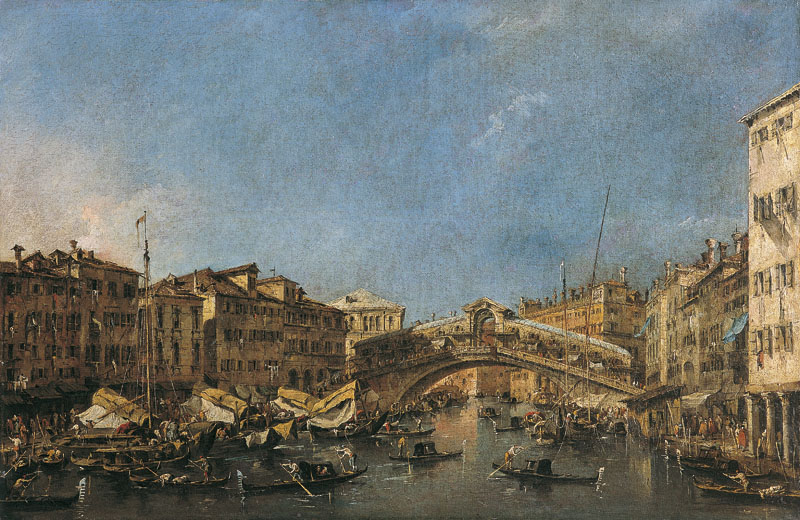
Le Pont du Rialto à Venise (vers 1760), musée des Augustins de Toulouse.
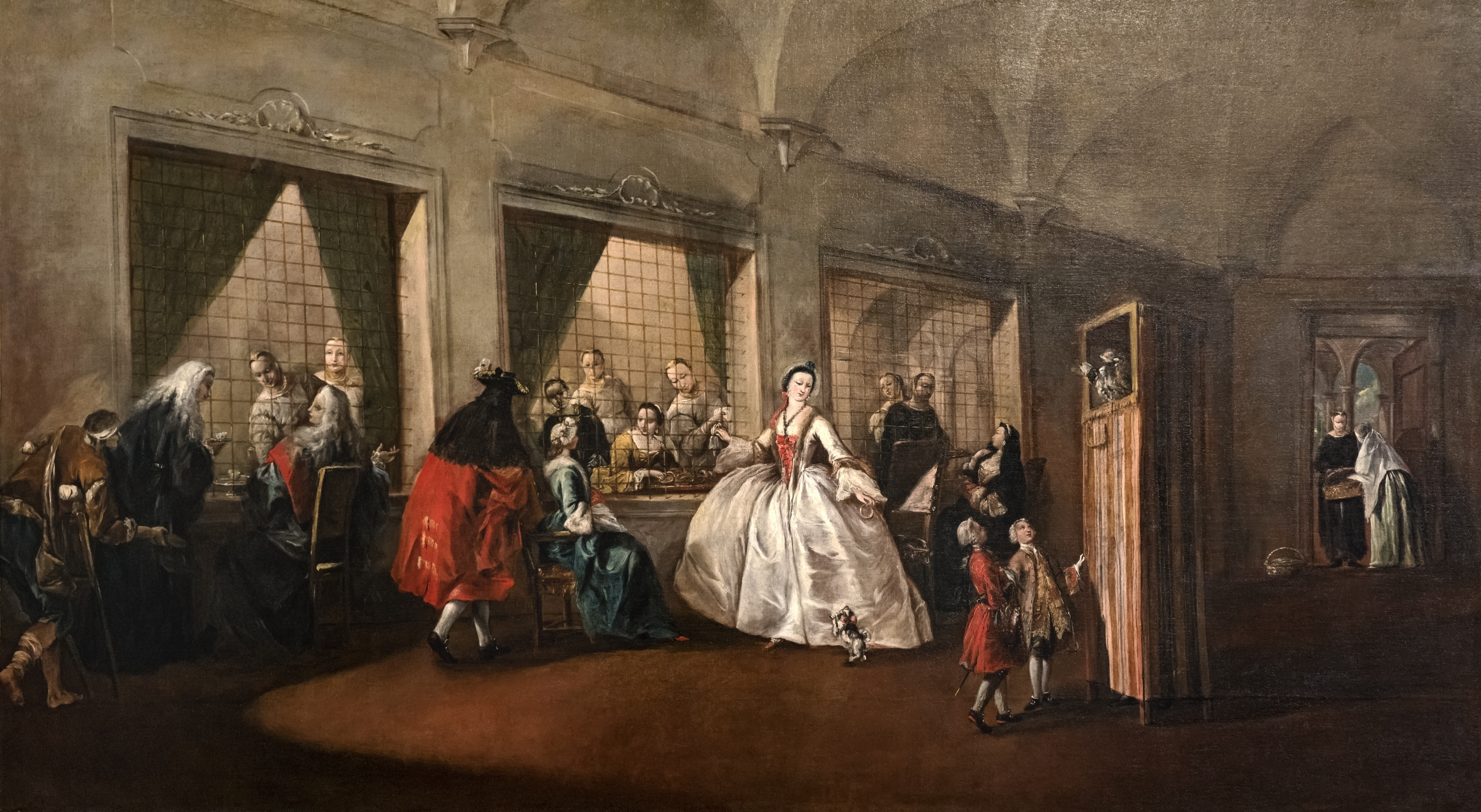
Il Parlatorio delle monache di San Zaccaria, Ca' Rezzonico, Venise.
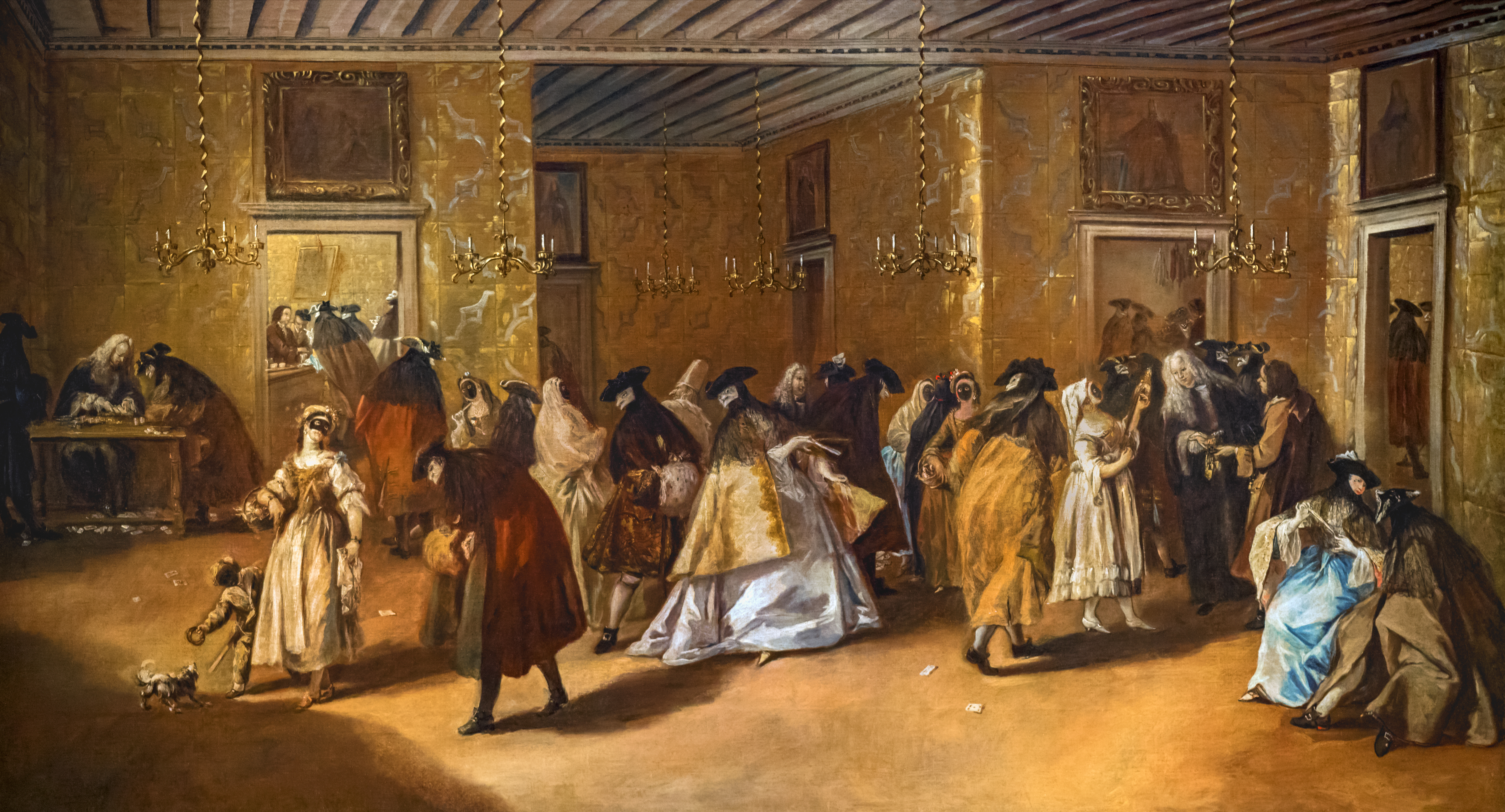
Il Ridotto di palazzo Dandolo a San Moise, Ca' Rezzonico.
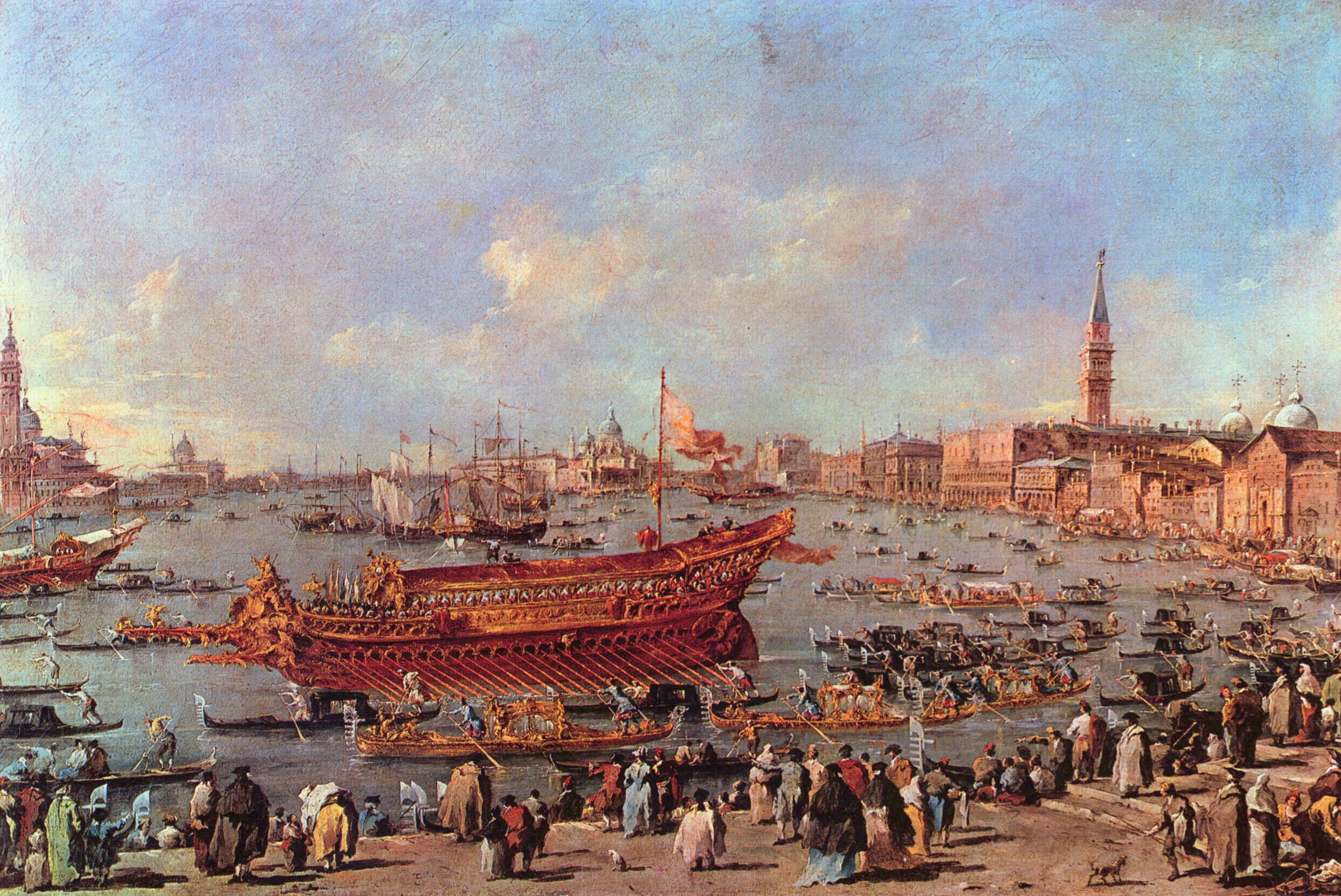
Le Départ du Bucentaure vers le Lido de Venise, le jour de l'Ascension (1770), musée du Louvre.
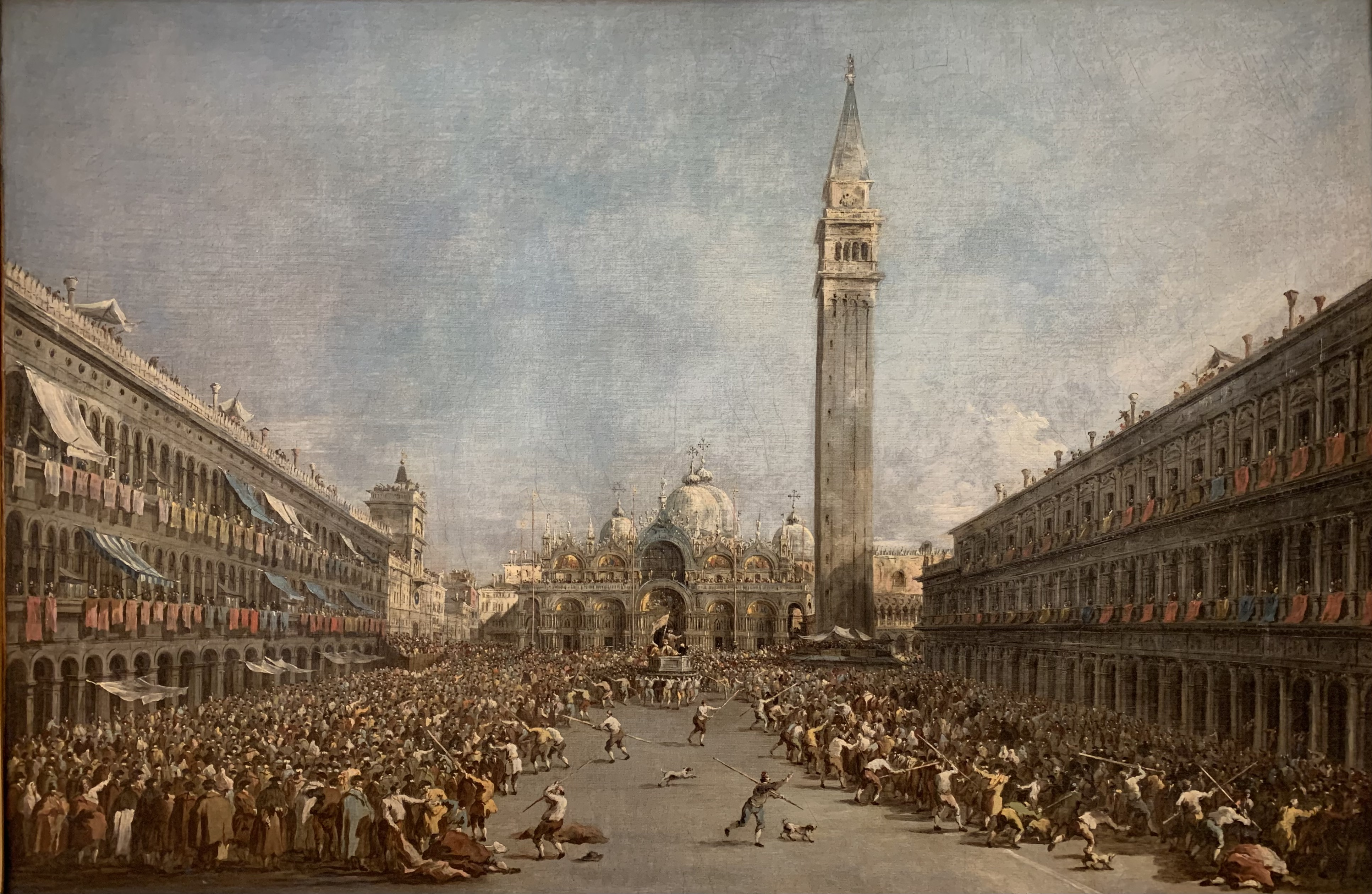
Le Doge de Venise porté par les gondoliers après son élection sur la place Saint-Marc (XVIIIe siècle), musée de Grenoble.
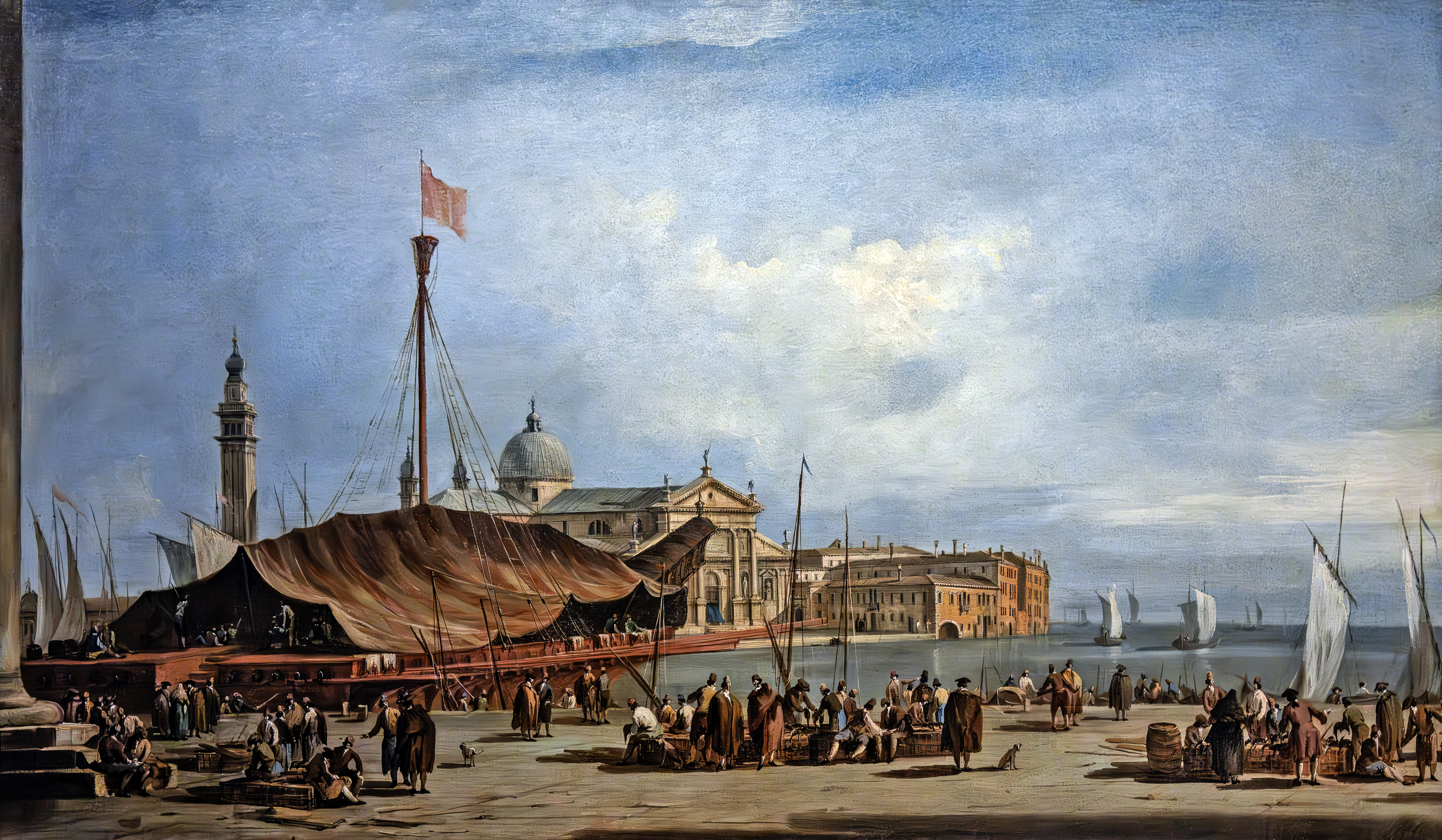
Veduta dal molo del bacino con l'isola di San Giorgio maggiore, Trévise, Museo Civico.

## La restitution du tableauLe Grand Canal à Venise avec le Palazzo Bembo

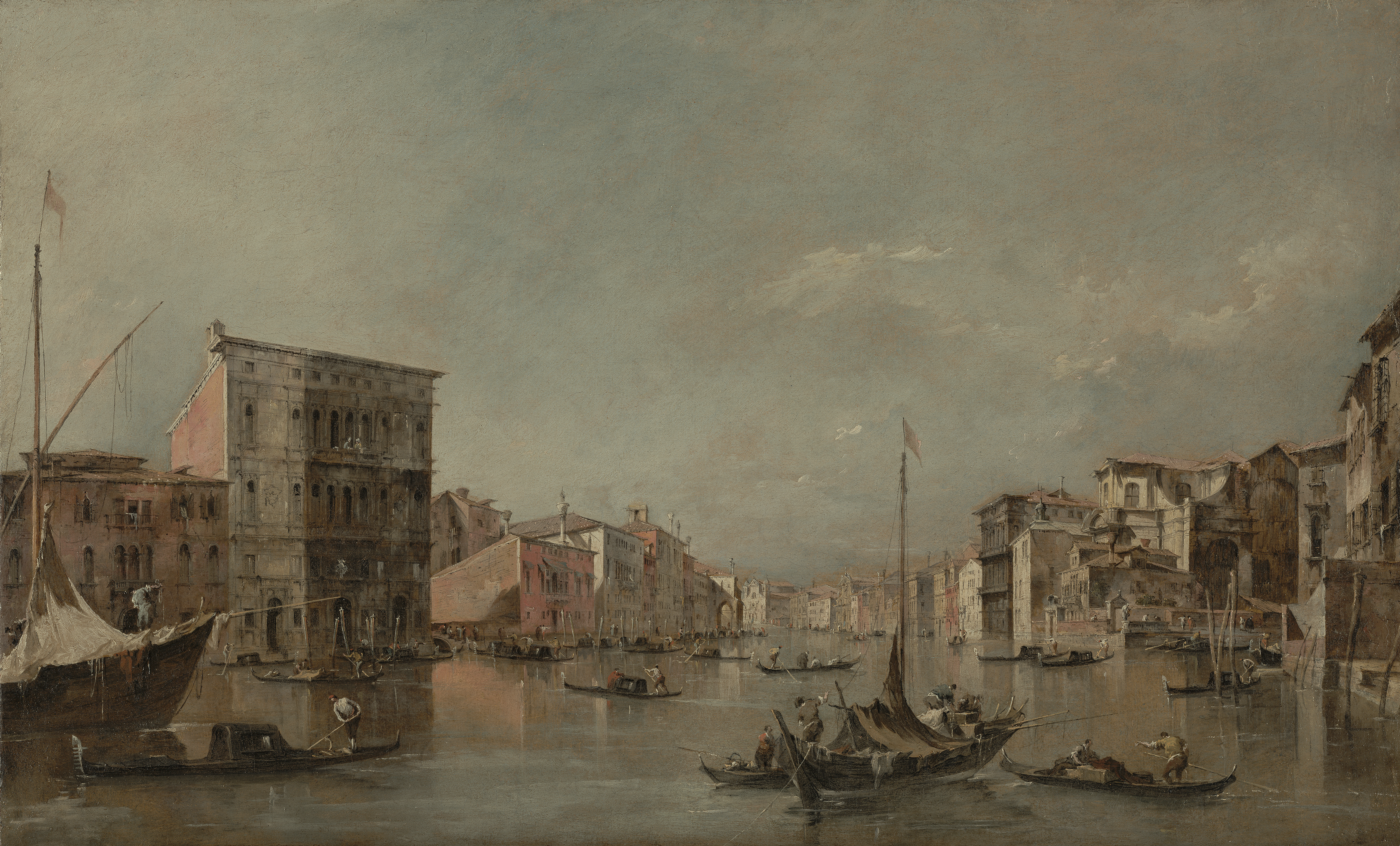
Francesco Guardi, Le Grand Canal de Venise avec le Palazzo Bembo, 1768, J. Paul Getty Museum, Los Angeles.

Le tableau de Francesco Guardi, Le Grand Canal à Venise avec le Palazzo Bembo a été aussi longtemps exposé auprès des collections italiennes du musée des Augustins de Toulouse entre 1952 et 2005. Il a fait l'objet d'une restitution aux ayants droit d'Anna Jaffé (1845-1942), ayant été pillé par le gouvernement de Vichy pendant l'Occupation. Cette restitution a été possible car la provenance de l'oeuvre a pu être déterminée. Le tableau fut acheté par son mari John Jaffé dans les années 1880 et lui fut légué à sa mort en 1933. Celle-ci décèdant en 1942, ses biens sont pillés par le gouvernement de Vichy. Par la suite, le gouvernement de Vichy vend la toile à l'Hôtel Savoy de Nice le 12-13 juillet 1943. Achetée par Madame Bonfils, celle-ci vend l'oeuvre au marchand Hildebrand Gurlitt (1895-1959), qui la vend au Führermuseum de Linz en 1944. Elle est ensuite récupérée à Altaussee en Autriche par les Alliées et transférée au Central Collecting Point de Munich en 1945. Elle est rapatriée en France en 1946. N'ayant pas été restituée, elle est sélectionnée pour devenir un MNR et est déposée au Musée du Louvre à Paris en 1950. En 1952, elle est échangée contre une autre oeuvre de Guardi au Musée des Augustins de Toulouse. Le tableau y reste jusqu'à sa restitution le 17 mai 2005 aux ayants droit d'Anna Jaffé. Celui-ci est vendu le 8 juillet 2005 chez Christie's par les héritiers au J. Paul Getty Museum de Los Angeles, où elle se trouve aujourd'hui.

## Honneur
L'astéroïde (8124) Guardi porte son nom.